# Marilao
Marilao – miasto na Filipinach w regionie Luzon Środkowy, na wyspie Luzon. W 2010 roku liczyło 185 624 mieszkańców.